# Kamov Ka-50
El Kamov Ka-50 «Tiburón negro» (en ruso: Ка-50 «Чёрная акула», designación OTAN: Hokum-A) es un helicóptero de ataque monoplaza ruso que cuenta con el distintivo sistema de rotor coaxial del departamento de diseño de Kamov. Fue diseñado en los años 1980 y adoptado para el servicio de las Fuerzas Armadas de Rusia en 1995. Actualmente es fabricado por la compañía Progress de Arsenyev.
Durante los últimos años de la década de 1990 Kamov y la compañía israelí IAI desarrollaron conjuntamente una versión con cabina biplaza en tándem, el Kamov Ka-50-2 Erdogan («guerrero nato» en turco), para la competición de un helicóptero de ataque para Turquía. Kamov posteriormente diseñó otra variante biplaza, el Kamov Ka-52 Alligator (Hokum-B).

## Desarrollo
El Ka-50 fue la respuesta soviética al programa de Helicóptero de ataque avanzado del Ejército de EE. UU. a finales de la década de 1970 que acabó en la compra de los nuevos helicópteros AH-64 Apache. Las autoridades militares de la URSS entendieron que su helicóptero Mi-24 era menos eficaz y se planteó la necesidad de diseñar un nuevo helicóptero que superara al AH-64.

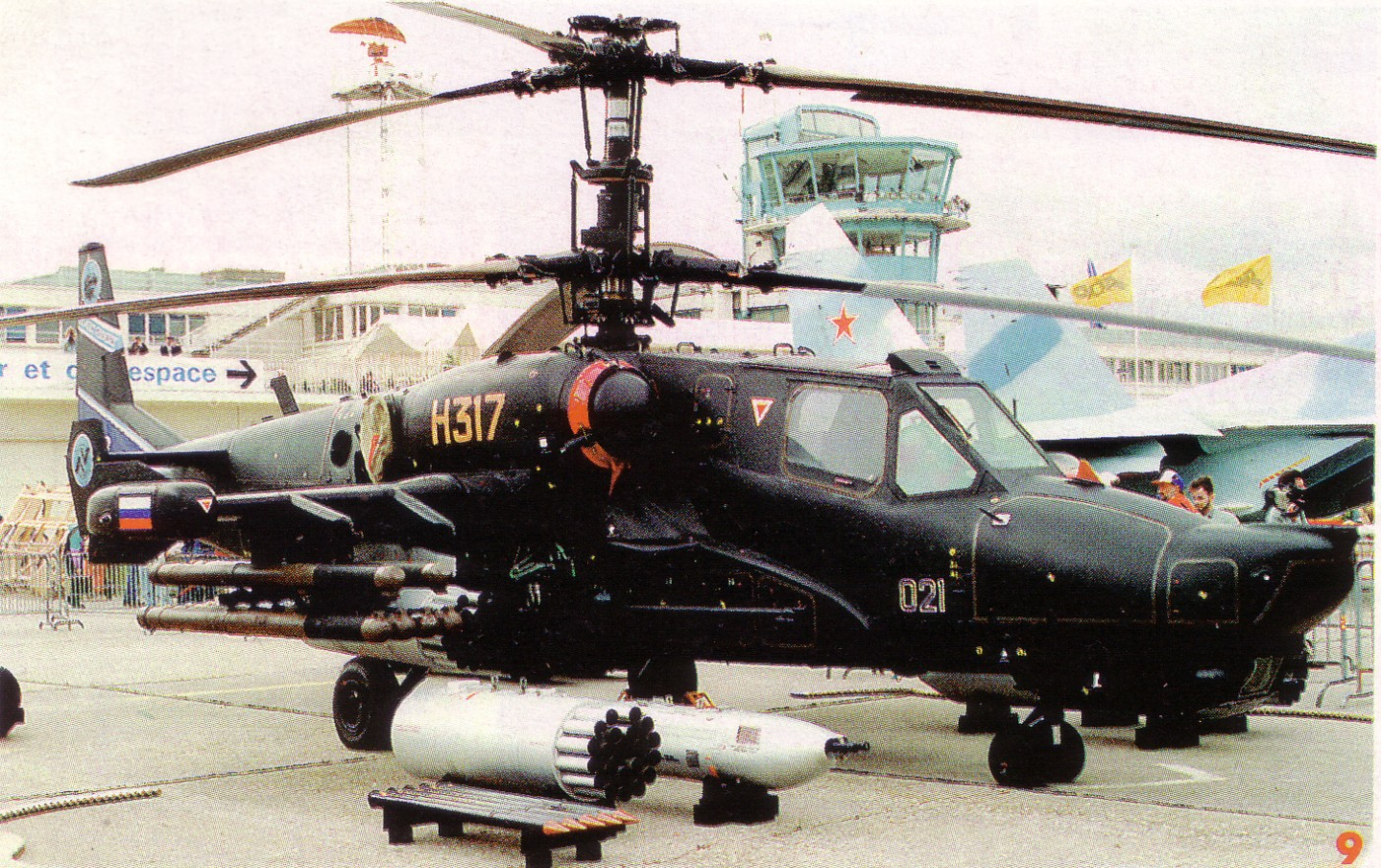
Un Kamov Ka-50 Tiburón negro en la exhibición Le Bourget de 1993.

El helicóptero salió de los tableros de dibujo de la Oficina de Diseño Kamov a comienzos de los años 1980 y fue aceptado para el servicio en el Ejército Ruso en 1995. 
El prototipo del helicóptero fue el proyecto V-80, que realizó su primer vuelo de prueba el 17 de junio de 1982. Compitió con el diseño de Mil que acabaría siendo el helicóptero de ataque Mi-28. De hecho ambos prototipos fueron sometidos a pruebas comparativas. En 1984 se realizaron pruebas del V-80 y del prototipo del Mi-28, presentado para el concurso por la oficina de diseño Mijaíl Mihl. En 1985 se eligió oficialmente al V-80.
Según algunas fuentes favoritismos políticos hicieron que Kamov ganara el concurso. Se dice que en las pruebas realizadas en abril de 1986 se probaron los prototipos del Mi-28 y del Ka-50 para evaluar cual era mejor en localizar y atacar un total de 25 blancos simulados. El Mi-28, con dos pilotos y volando bajo, encontró y destruyó todos. El Ka-50 solo encontró 2. Además fue detectado por la defensa aérea.
Fue fabricado a principios de los años 2000 por la compañía Progress de Arseniev. La OTAN le ha asignado el nombre clave Hokum A, y se lo apoda extraoficialmente como "Black Shark" o "Werewolf". Sólo 14 Ка-50 fueron fabricados, de los cuales dos se estrellaron durante vuelos de prueba debido a maniobras bruscas, lo que ocasionó la superposición de los rotores coaxiales.
En 1997, las Industrias Aéreas Israelíes (IAI), en cooperación con la Oficina de Diseño Kamov participaron en el concurso organizado por el gobierno turco para la adjudicación de un contrato de USD 4000 millones por 145 helicópteros de combate. El helicóptero desarrollado fue el Ka-50-2 ("Erdogan", en turco "Nacido guerrero"), una variante con asientos en tándem y electrónica israelí del Ka-50.El Kamov "Erdogan", el Eurocopter Tiger, el AH-64 Apache, el AH-2 Rooivalk y el A129 Mangusta perdieron ante el AH-1 SuperCobra. Sin embargo, tras diversas dificultades, un contrato por 50 unidades fue adjudicado en 2007, al A129.
En enero de 2001, el Ka-50 realizó su primera operación de combate, contra posiciones rebeldes en Chechenia durante los conflictos en esa región. Más tarde, emprendería varias misiones dentro de la misma zona de guerra, aunque con menor importancia que el más numeroso Mi-24.

## Diseño

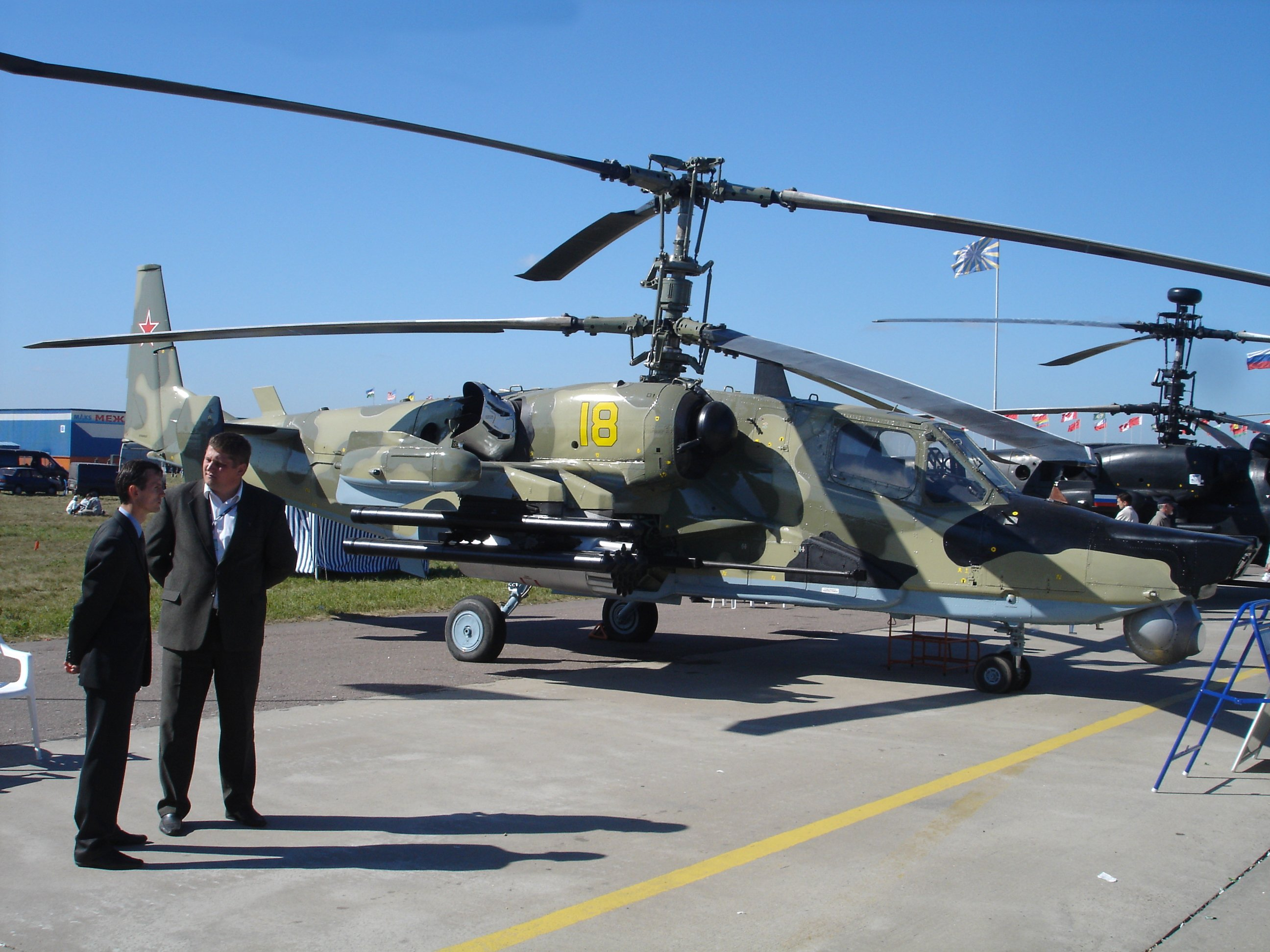
Kamov Ka-50 en la exhibición MAKS de 2005.

Está impulsado por dos motores turboeje TV3-117VMA, con una potencia unitaria de 2200 hp. Estos motores están localizados a los lados del fuselaje y están provistos de una unidad de arranque autónoma.
Posee dos rotores del tipo contrarrotativo coaxial con palas realizadas en polímeros. Esta singular disposición constituye una característica que distingue al modelo, ya que se elimina el efecto par motor, y por ello la necesidad de portar un rotor de cola. Esta solución ha llevado a mejorar además su capacidad de maniobra y agilidad frente a los diseños convencionales.
Transporta su carga de armas en barquillas externas, montadas en soportes de fijación con forma de alas con una capacidad de 2300 kg, y está protegido por blindajes protectores para incrementar su supervivencia al fuego de armas ligeras. Entre sus cargas se destacan el misil antitanque Vikhr (del cual puede transportar hasta 12), cohetes sin guía de distintos calibres y funciones, y misiles aire-aire.
Como es corriente en la doctrina de helicópteros rusa, el aparato está artillado con un cañón orientable de tiro rápido para su empleo contra objetivos en tierra y aire. Se trata de un cañón 2A42 de 30 mm con dos tipos de munición, seleccionables en vuelo para cumplir misiones anticarro o antipersonal.
El arma principal del Ka-50 debía ser el misil antitanque guiado por láser Vijr. Era muy avanzado y permitía disparar fuera del alcance de la defensa aérea de la OTAN, pero dependía de su sensor, el sistema Shkval. Este último era prometedor sobre el papel pero se mostró sumamente malo en pruebas reales.
Lo más curioso del Ka-50 es que al contrario de otros modelos de helicópteros de ataque, es monoplaza. Este parece responder al concepto ruso de aquel momento. Se pensó que si un avión de ataque era monoplaza, un helicóptero de ataque podía serlo también. Esto chocó a la OTAN ya que se empleaba el concepto de helicópteros de ataques biplazas para no sobrecargar al piloto y asegurarse detección y destrucción de blancos. Su competidor Mi-28 si es biplaza. El concepto de utilización sobre el que se diseño el Ka-50 fue operar como un avión de apoyo cercano, pasadas a alta velocidad sobre el blanco, descargando grandes cantidades de munición y cohetes. Kamov confiaba en que la velocidad y maniobrabilidad del Ka-50 aseguraría su supervivencia. En la OTAN el helicóptero de ataque se mantiene lo más lejos posible del alcance de las armas antiaéreas que protegen los blancos, confiando en misiles guiados a gran distancia. El diseño fue anterior a la experiencia en Afganistán y parece que los militares rusos del momento pensaban que los helicópteros de la OTAN operando en emboscada serían blancos muy fáciles de los aviones enemigos. La OTAN inicialmente pensó que el Ka-50 era un cazahelicópteros.
También se ha desarrollado una versión similar biplaza lado a lado, designada Ka-52 o "Alligator", cuyo nombre clave oficial en la OTAN es Hokum-B. Está especializada en misiones de reconocimiento y anticarro.
El Ka-50 ha sido también el primer helicóptero del mundo dotado con un asiento eyectable. Antes de que se active el cohete en el respaldo del asiento Zvezda K-37-800, las hojas de rotor se desechan pirotécnicamente. Entre su aviónica se incluyen un HUD, sistema de guía inercial, radar de seguimiento de terreno y un FLIR (sensor infrarrojo) de alta capacidad. Para su defensa dispone de contramedidas electrónicas y receptores de alerta radar, así como dispersores de bengalas y señuelos antirradar.

## Historia operacional
El Ka-50 tomó parte en las operaciones del Ejército Ruso en contra de los separatistas chechenos. En diciembre del 2000, un par de Ka-50 ya en producción arribaron al área. Junto a ellos estaba el Ka-29, para reconocimiento y asignación de objetivos. El 6 de enero de 2001 el Ka-50 empleó munición real contra enemigos reales por primera vez. 
Posteriormente, el 9 de enero, en la entrada al cañón cercano al asentamiento llamado Komsomolskoye, un solo Ka-50 acompañado por un Mi-24 empleó cohetes S-8 para destruir una bodega llena de munición perteneciente a los insurgentes chechenos.
El 6 de febrero, en una montaña cubierta de bosque al sur de la villa de Tsentoroj, un grupo de ataque conformado por dos Ka-50 y un Ka-29 descubrió, dentro de un rango de 3 km, y destruyó un campo fortificado de insurgentes usando dos misiles guiados Vikhr.
El 14 de febrero un grupo de ataque similar llevó a cabo una misión de "cacería" en el área de Oak-Yurt y Hatun. En condiciones difíciles, los pilotos encontraron y descubrieron ocho objetivos. Estas misiones probaron la estructura de la aeronave, así como los sistemas a bordo y el armamento. Su desempeño exitoso en condiciones de terreno difíciles confirmaron una vez más la utilidad de muchas características avanzadas del diseño del Ka-50, incluyendo su potencia y maniobrabilidad.
No existe información precisa si el Ka-50 ha sido usado en combate nuevamente. Sin embargo, ha participado en numerosos ejercicios, incluyendo "Boundary 2004", que tuvo lugar en el campo cercano a la montaña Edelweiss en Kirguistán, en agosto de 2004. Una vez más el Hokum demostró sus ventajas operando a gran altitud con una temperatura del aire superior a los 30 °C. Un Ka-50 proporcionó cobertura para las tropas de desembarco y posteriormente atacó exitosamente usando sus cañones y cohetes.
India presentó una intención de compra para 22 helicópteros de ataque para la Fuerza Aérea India en mayo de 2008. El Kamov Ka-50 junto al Mil Mi-28 y el Tigre Eurocopter fueron propuestos en octubre de 2008. La intención de compra fue cancelada y posteriormente India lanzó una nueva, bajo condiciones revisadas. Rusia ofertó nuevamente el Mil Mi-28 y el Ka-52.
Rusia ha recibido el Ka-52 hasta enero de 2011. En febrero de 2013, la base de la Fuerza Aérea Rusa en Krasnodar recibió el primer lote de Ka-52 para entrenar en marzo.

## Operadores
- La Fuerza Aérea Rusa opera 15 Ka-50[1] en 2008.[6]

## Especificaciones (Ka-50)
Referencia datos: página oficial del Kamov Ka-50, Aerospaceweb

### Características generales
- Tripulación: 1
- Longitud: 13,50 m
- Diámetro rotor principal: 2× 14,50 m
- Altura: 5,4 m
- Área circular: 330,3 m²
- Peso vacío: 7800 kg
- Peso cargado: 9800 kg
- Peso máximo al despegue: 10 800 kg
- Planta motriz: 2× turboeje Klimov TV3-117VK.
  - Potencia: 1660 kW 2226 HP cada uno.

### Rendimiento
- Velocidad máxima operativa (Vno): 390 km/h en picado
- Velocidad crucero (Vc): 270 km/h
- Alcance: 1160 km
- Radio de acción: 470 km
- Techo de vuelo: 5500 m (18 000 ft)
- Régimen de ascenso: 16 m/s (52,5 ft/s)
- Carga del rotor: 30 kg/m²
- Potencia/peso: 0,33 kW/kg

### Armamento
- Armas de proyectiles: 1× cañón móvil Shipunov 2A42 de 30 mm (240 proyectiles de tipo AP o HE-Fragmentación)
- Puntos de anclaje: 4 pilones subalares con una capacidad de 2000 kg, para cargar una combinación de: 
  - Cañones: UPK-23-250 de 23 mm
en en contenedores (240 proyectiles en cada uno)
  - Bombas: 

    - 4× de 250 kg o
    - 2× de 500 kg

  - Cohetes: Contenedores de cohetes S-8 de 80 mm y S-13 de 122 mm, y presumiblemente también S-25/S-25L de gran calibre.
  - Misiles: 

    - Misiles antitanque APU-6 9K121 Vikhr
    - Misiles aire-aire Vympel R-73
    - Misiles aire-tierra Kh-25 guiado láser semiactivo
    - (Según se informa) 4× misiles ligeros aire-aire Igla, por parejas bajo el contenedor de contramedidas de punta alar.

  - Otros: 

    - Dos contenedores en las puntas alares con dispensadores de contramedidas chaff, 64 cartuchos en cada (128 en total).
    - Tanques de combustible externos de 500 litros.

### Desarrollos relacionados
- Kamov Ka-52

### Aeronaves similares
- AH-1 SuperCobra / AH-1Z Viper
- AH-64 Apache
- Agusta A129 Mangusta
- Denel AH-2 Rooivalk
- Eurocopter Tigre
- Mil Mi-28
- CAIC WZ-10
- HAL Light Combat Helicopter
- Kawasaki OH-1 Ninja